# Bram Wiertz
Abraham „Bram” Wiertz (ur. 21 listopada 1919 w Amsterdamie, zm. 20 października 2013 tamże) – piłkarz holenderski grający na pozycji pomocnika. W swojej karierze rozegrał 8 meczów w reprezentacji Holandii.

## Kariera klubowa
Całą swoją karierę piłkarską Wiertz spędził w klubie AFC DWS. Zadebiutował w nim w 1937 roku i grał w nim do 1953 roku.

## Kariera reprezentacyjna
W reprezentacji Holandii Wiertz zadebiutował 27 października 1951 roku w zremisowanym 4:4 towarzyskim meczu z Finlandią, rozegranym w Rotterdamie. W 1952 roku był w kadrze Holandii na igrzyska olimpijskie w Helsinkach. Od 1951 do 1952 roku rozegrał w kadrze narodowej 8 meczów.